# 错那箭竹
错那箭竹（学名：Fargesia grossa）为禾本科箭竹属下的一个种。

## 扩展阅读
- 維基物種上的相關：错那箭竹